# Роб Шнайдер
Ро́берт Ма́йкл Шна́йдер (англ. Robert Michael Schneider; нар. 31 жовтня 1963) — американський комедійний актор. Розпочавши кар'єру як стендап-комік, Шнайдер здобув першу популярність як актор комедійної телепередачі NBC «Суботнього вечора в прямому ефірі» з 1990 по 1994 роки, що принесло йому три номінації на премію «Еммі». Після NBC продовжив кар'єру в повнометражному кіно, зокрема зіграв головні ролі в комедійних фільмах «Чоловік за викликом» (1999), «Тварина» (2001), «Ціпонька» (2002), «Чоловік за викликом 2» (2005), «Запасні гравці» (2006) і «Великий Стен» (2007). Є батьком співачки Elle King.

## Життєпис
Народився 31 жовтня 1963 року в Сан-Франциско (Каліфорнія, США).
Виріс в маленькому містечку Пасіфіка на півночі Сан-Франциско, де відвідував школу Terra Nova High School, а також брав участь у багатьох музичних програмах в усіх школах міста. Його батько, Марвін Шнайдер (англ. Marvin Schneider), — брокер нерухомості, за національністю єврей, а мати, Пілар Монро (англ. Pilar Monroe), — колишня вихователька в дитячому садку. Пілар зіграла ролі судді конкурсу з чирлідингу в фільмі «Ціпонька» і відвідувачку ресторану у кінострічці «Чоловік за викликом». У актора є старша сестра Ейпріл (народилась в 1959) і старший брат Марвін (народився в 1962) — партнер Роба в продюсуванні.

### Кар'єра

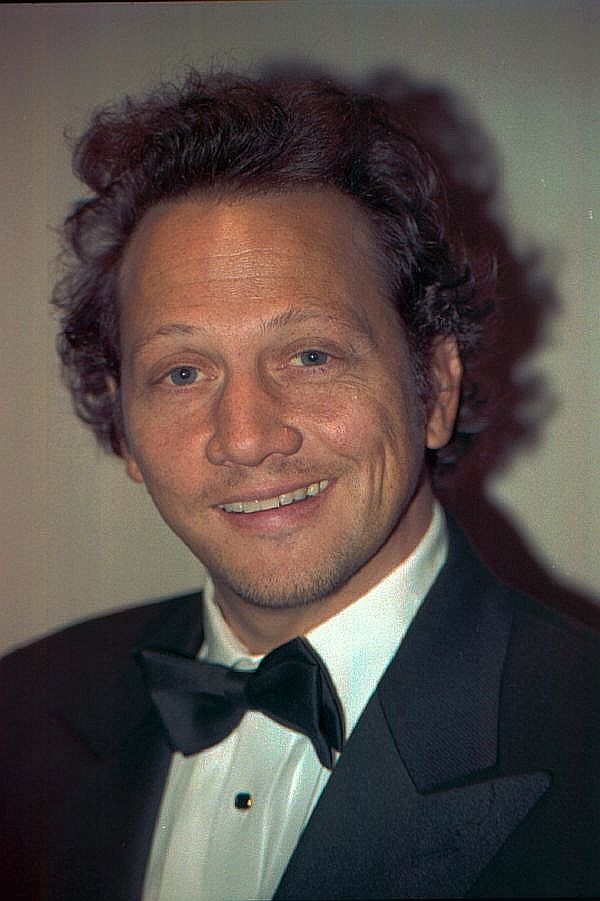
Шнайдер в 2010 році

Шнайдер розпочав свою кар'єру як стендап-комік в Сан-Франциско.
У 1988 році був найнятий сценаристом ситкому «Суботнім вечором у прямому ефірі» на NBC, в 1990—1994 роках був частиною акторської команди проєкту. В цей час також отримував ролі в картинах свого колеги Адама Сендлера.
Після NBC продовжив акторську кар'єру в повнометражному кінематографі, зокрема зіграв головні ролі в комедійних фільмах «Чоловік за викликом» (1999), «Тварина» (2001), «Ціпонька» (2002), «Чоловік за викликом 2» (2005).
У 2005 році «виграв» «Золоту малину» в номінації найгірший актор за фільм «Чоловік за викликом 2».
У 2007 році вийшов його режисерський дебют «Великий Стен».
Зіграв головну роль у ситкомі CBS «Роб», який частково базувався на його реальному житті. Серіал тривав вісім епізодів, починаючи з 12 січня 2012 року, і був скасований у травні. У 2015 році Шнайдер став продюсером, режисером і зіграв головну роль у ситкомі «Реальний Роб», який розповідає про його життя та в якому зіграли його справжня дружина Патрісія та дочка Міранду. Netflix випустив перший сезон з 8 епізодів, і другий сезон у 2017 році.

#### Стендап
У грудні 2023 року Шнайдера найняли для виконання стендап-шоу на заході, організованому Робочою групою Сенату США. Виступ мав тривати 30 хвилин, але через 10 хвилин його зупинили через образливий зміст. Після шоу глядачам надіслали листи з вибаченнями.

## Фільмографія

### Актор
- 1990 — Марсіани, забирайтесь додому / Martians Go Home
- 1991 — Необхідна жорстокість / Necessary Roughness
- 1992 — Сам удома 2 / Home Alone 2: Lost in New York (епізод, працівник готелю)
- 1993 — Ніндзя-серфери / Surf Ninjas
- 1993 — Руйнівник / Demolition Man
- 1993 — Селюки з Беверлі-Гіллз / The Beverly Hillbillies
- 1995 — Суддя Дредд / Judge Dredd
- 1996 — Прибрати перископ / Down Periscope
- 1998 — Підривник / Knock Off
- 1999 — Чоловік за викликом / Deuce Bigalow: Male Gigolo
- 1999 — Підлабузник / The Waterboy
- 1999 — Підступний план С'юзан / Susan's plan
- 1999 — Великий тато / Big Daddy
- 1999 — Маппет — шоу з космосу / Muppets from Space
- 2000 — Ніккі-диявол молодший / Little Nicky
- 2001 — Тварина / The Animal
- 2002 — Ціпонька / The Hot Chick
- 2002 — Мільйонер мимоволі / Mr. Deeds
- 2002 — Вісім шалених ночей / Eight Crazy Nights
- 2003 — Сліпий / Blind Sided
- 2003 — Сімейка / Dysfunktional Family
- 2004 — Навколо світу за 80 днів / Around the World in 80 Days
- 2004 — 50 перших поцілунків / 50 First Dates
- 2005 — Чоловік за викликом 2 / Deuce Bigalow: European Gigolo
- 2005 — Все або нічого / The Longest Yard
- 2006 — Запасні гравці / The Benchwarmers
- 2006 — Пустун / Little Man
- 2006 — Хлопчик на трьох / Grandma's Boy
- 2006 — Клік: З пультом по життю / Click
- 2008 — Великий Стен / Big Stan
- 2008 — Не займайте Зохана / You Don't Mess with the Zohan
- 2009 — Американська незайманка / American Virgin
- 2010 — Однокласники / Grown Ups
- 2015 — Безглузда шістка / The Ridiculous 6
- 2015—2017 — Реальний Роб / Real Rob
- 2020 — Не та дівчина / The Wrong Missy
- 2021 — Песики на варті / Pups Alone

### Сценарист
- 1999 — Чоловік за викликом / Deuce Bigalow: Male Gigolo
- 2001 — Тварина / The Animal
- 2002 — Ціпочка / The Hot Chick
- 2005 — Чоловік за викликом 2 / Deuce Bigalow: European Gigolo
- 2006 — Rob Schneider's Hard R
- 2015—2017 — Реальний Роб / Real Rob

### Режисер
- 2007 — Великий Стен / Big Stan
- 2015—2017 — Реальний Роб / Real Rob

### Продюсер
- 2001 — Тварина / The Animal
- 2006 — Rob Schneider's Hard R
- 2008 — Великий Стен / Big Stan